# Phryxe obscurata
Phryxe obscurata là một loài ruồi trong họ Tachinidae.